# Province de Gallura-Sardaigne Nord-Est
La province de  Gallura-Sardaigne Nord-Est est une province italienne de Sardaigne, dont le chef-lieu se trouve dans les communes d'Olbia et de Tempio Pausania. Son territoire a été créé par détachement de la province de Sassari, cette dernière étant supprimée au profit de la future ville métropolitaine de Sassari. La province de la Sardaigne du Nord-Est a été créée par la loi régionale 12.4.2021 n° 7 et est territorialement et historiquement liée à la précédente province d'Olbia-Tempio, en activité entre 2005 et 2016,. Elle a été renommée Gallura-Sardaigne Nord-Est par la loi régionale n°9 du 23.10.2023. Elle est devenue pleinement opérative le 1er avril 2025.

## Communes
La province compte 26 municipalités : Aggius, Aglientu, Alà dei Sardi, Arzachena, Badesi, Berchidda, Bortigiadas, Buddusò, Budoni, Calangianus, Golfo Aranci, La Maddalena, Loiri Porto San Paolo, Luogosanto, Luras, Monti, Olbia, Oschiri, Padru, Palau, San Teodoro, Sant'Antonio di Gallura, Santa Teresa Gallura, Telti, Tempio Pausania, Trinità d'Agultu e Vignola.